# Joachim Wanke

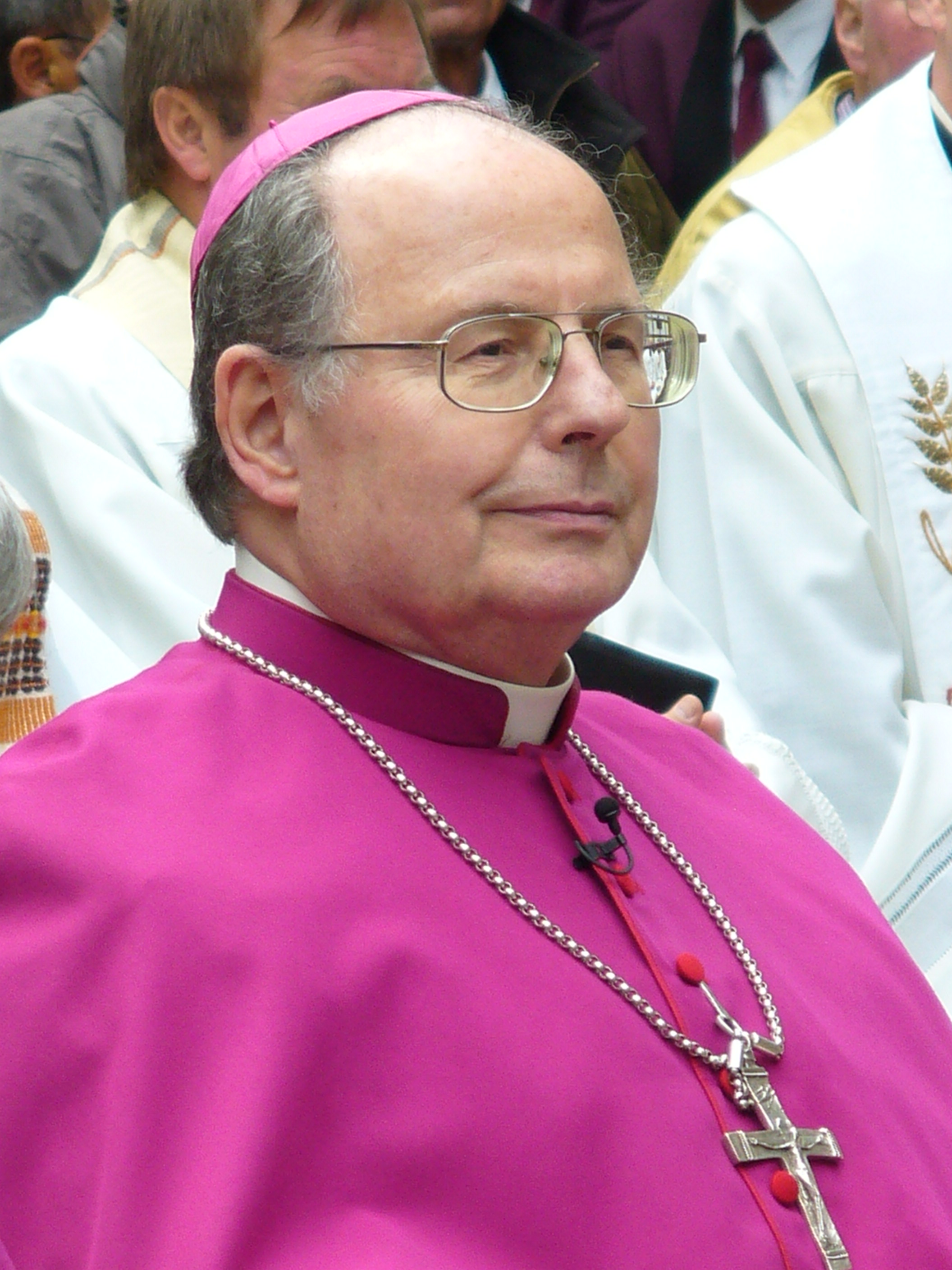
Bischof Joachim Wanke (2007)

Joachim Wanke (* 4. Mai 1941 in Breslau, Provinz Niederschlesien) ist ein deutscher römisch-katholischer Geistlicher und emeritierter Bischof von Erfurt.

## Leben
Wanke wurde als Sohn eines Beamten geboren, der 1944 starb. Seine Familie siedelte sich nach der Vertreibung aus Schlesien in Ilmenau in Thüringen an. 1960 legte er dort das Abitur ab und studierte am Priesterseminar Erfurt. Am 26. Juni 1966 spendete ihm Weihbischof Hugo Aufderbeck das Sakrament der Priesterweihe.
Als Neupriester wurde er zunächst Kaplan in Dingelstädt im Eichsfeld, kehrte 1969 aber zu Promotionsstudium und Habilitation nach Erfurt zurück. Am Priesterseminar Erfurt war er als Assistent und Präfekt tätig. 1980 wurde er als ordentlicher Professor für neutestamentliche Exegese am Seminar in Erfurt berufen.
Am 2. Oktober 1980 ernannte Papst Johannes Paul II. Joachim Wanke zum Koadjutorbischof des Apostolischen Administrators im Bischöflichen Amt Erfurt-Meiningen und zum Titularbischof von Castellum in Mauretania. Die Bischofsweihe spendete ihm der damalige Bischof von Berlin, Joachim Meisner, am 26. November 1980 im Erfurter Dom. Mitkonsekratoren waren der Apostolische Administrator von Görlitz, Bernhard Huhn, und Georg Weinhold, Weihbischof in Dresden-Meißen. Wanke wählte sich den Wahlspruch Vestigia Christi sequi („Den Spuren Christi folgen“). Das Amt des Apostolischen Administrators des Bischöflichen Amtes Erfurt-Meiningen übernahm er am 17. Januar 1981 mit dem Tod Hugo Aufderbecks. 1994 erfolgte die Neugründung des Bistums Erfurt, und Wanke wurde durch Papst Johannes Paul II., der bei den Feierlichkeiten zu diesem Anlass (Bistumswallfahrt) in Erfurt durch Erzbischof Giovanni Lajolo vertreten wurde, zum residierenden Diözesanbischof ernannt.
Papst Benedikt XVI. nahm am 1. Oktober 2012 sein aus gesundheitlichen Gründen vorgebrachtes Rücktrittsgesuch an.

## Wirken

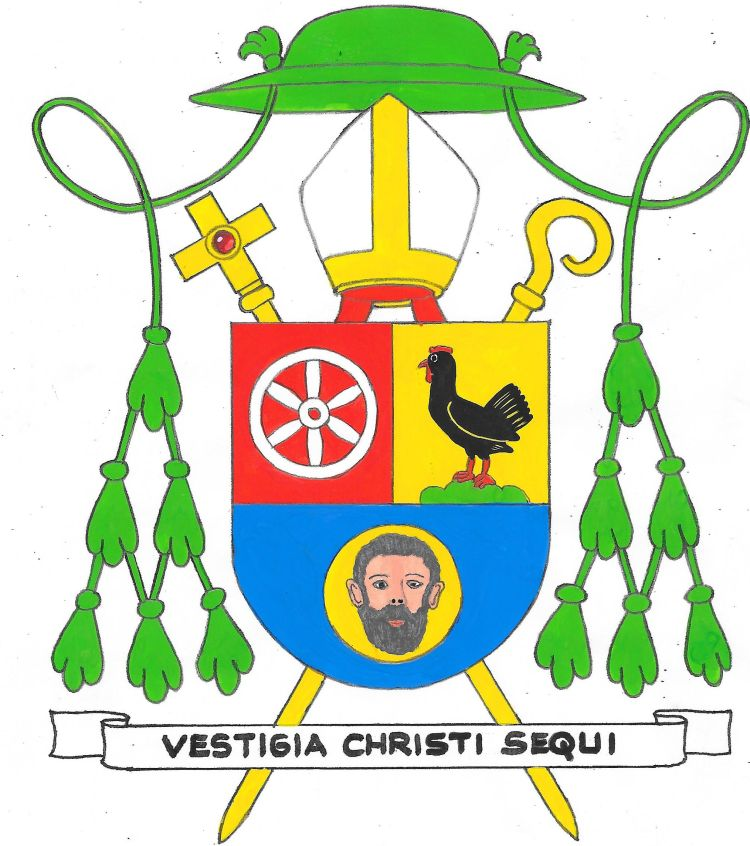
Wappen als Bischof von Erfurt

Wanke war Mitglied und von 1998 bis 2010 Vorsitzender der Pastoralkommission der Deutschen Bischofskonferenz sowie Mitglied in den Kommissionen für Glaubensfragen und für Ökumene. Seit 1993 ist Wanke Mitglied der Akademie gemeinnütziger Wissenschaften zu Erfurt. Von 1995 bis 2001 war er Vorsitzender der Arbeitsgemeinschaft Christlicher Kirchen in Deutschland (ACK). Zudem war er ab 2005 stellvertretender Vorsitzender und von 2008 bis 2016 Vorsitzender der Kommission der deutschsprachigen Bischöfe für die Revision der Einheitsübersetzung der Heiligen Schrift, deren Abschlussbericht Wanke 2012 kurz vor der Annahme seine Rücktrittsgesuches bei der Herbstvollversammlung der Deutschen Bischofskonferenz vorstellte.
Eines der Hauptanliegen Wankes ist die Mission. Große Beachtung fand sein Brief eines Bischofs aus Ostdeutschland, der dem missionstheologischen Dokument Zeit zur Aussaat der Deutschen Bischofskonferenz beigefügt war. Um die christliche Botschaft im Bistum Erfurt neu zu verkündigen, müsse man laut Wanke „das Evangelium auf mitteldeutsch buchstabieren“.

## Ansichten
Im Rahmen der Kontroversen und Proteste vor dem Papstbesuch in Deutschland 2011 äußerte Wanke Verständnis dafür, dass
„sich Menschen an den Positionen ihrer Kirche reiben. Die sexualethischen Weisungen der Kirche könnten ‚schon irritieren, die ganze Bibel kann irritieren.‘“.